# Faronta moderata
Faronta moderata är en fjärilsart som beskrevs av Walker 1856. Faronta moderata ingår i släktet Faronta och familjen nattflyn. Inga underarter finns listade i Catalogue of Life.